# Yusuf Demir
Yusuf Demir   (Viena, 2 de juny de 2003) és un futbolista austríac que juga com a davanter pel FC Basel, cedit pel Galatasaray. És internacional amb la selecció austríaca.

## Carrera de club

### Rapid de Viena
El 26 de maig de 2019, Demir va signar contracte professional amb el SK Rapid Wien. Demir va debutar com a professional amb el Rapid Wien en una victòria per 3–0 a la lliga austríaca sobre l'Admira el 14 de desembre de 2019. El 15 de setembre de 2020, Demir va marcar pel Rapid Wien en una derrota per 1–2 contra el K.A.A. Gent a la fase de classificació de la Champions League 2020–21, a l'edat de 17 anys, 3 mesos i 13 dies, esdevenint així l'austríac més jove en fer-ho des de Gerd Wimmer el 1994, quan tenia 17 anys, 10 mesos i 27 dies.

### FC Barcelona
El juliol de 2021, el FC Barcelona B va anunciar la contractació de Demir amb una cessió per un any des del Rapid de Viena, per 500.000 €, amb una opció de comprar el jugador a futur per 10 milions addicionals.
Va fer la pretemporada amb el primer equip i el 31 de juliol va marcar el seu primer gol en una victòria per 0-3 sobre el VfB Stuttgart en un amistós. El seu debut oficial es va produir el 21 d'agost, en la segona jornada de lliga, cosa que el va convertir en el segon austríac després de Hansi Krankl en jugar amb primer equipo, i en el segon estranger més jove, després de Leo Messi, en debutar amb el Barça en un partit de Lliga. El 31 d'agost el Barça va anunciar que inscrivia el jugador definitivament amb fitxa del primer equip. Se li va assignar el dorsal 11, que la temporada anterior duia Ousmane Dembélé.
El 13 de gener de 2022 la cessió va acabar i Demir va retornar a Àustria.

### Galatasaray
El 8 de setembre de 2022, va signar contracte per quatre anys amb el Galatasaray. Es va anunciar que es pagaria una quota de traspàs de 6.000.000 € a l'antic equip del jugador, el Rapid Viena.
Demir es va convertir en el campió de la Süper Lig la temporada 2022–23 amb el Galatasaray. En derrotar l'MKE Ankaragücü per 4-1 a casa en el partit jugat la ronda 36a el 30 de maig de 2023, el Galatasaray es va assegurar el lideratge a dues setmanes del final i va guanyar el 23è campionat de la seva història.

### Basel
El Galatasaray SK va anunciar el 16 d'agost de 2023, que Demir seria cedit a l'equip suís FC Basel per 1 any.

## Internacional
Nascut a Àustria, Demir és fill de turcs kurds. Ha estat internacional per Àustria en categories juvenils. Va debutar amb la selecció absoluta en una victòria per 3–1 contra les Illes Fèroe en partit de classificació de la Copa del Món de futbol 2022 el 28 de març de 2021.